# Anopheles evandroi
Anopheles evandroi este o specie de țânțari din genul Anopheles, descrisă de Lima în anul 1937. Conform Catalogue of Life specia Anopheles evandroi nu are subspecii cunoscute.